# الهمهمة

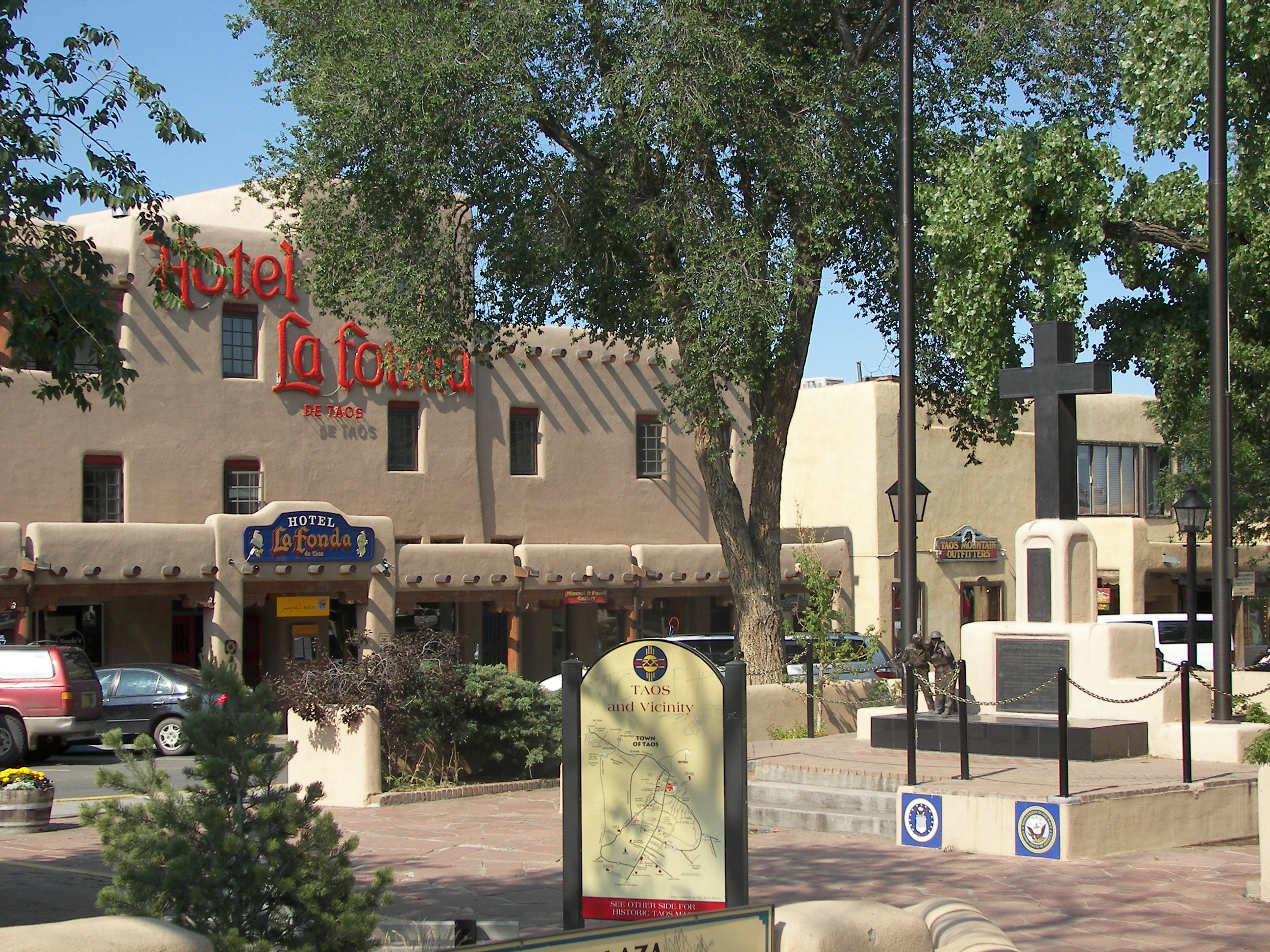
تم التقاط الصورة لساحة تاوس وفندق لا فوندا في يونيو 2007

الهمهمة (بالإنجليزية: The Hum)‏ هو اسم يُطلق على التقارير واسعة الانتشار عن أصوات طنين أو قرقرة أو أزيز مستمر منخفض التردد واقتحامي وليس مسموعًا لكل الناس، وقد انتشرت تقارير على نطاق واسع في المملكة المتحدة والولايات المتحدة ونيوزيلندا وكندا، وأحيانًا تُسْمَى الظاهرة وفقًا للمنطقة المحلية التي يُعْلَنُ فيها عن المشكلة بشكل خاص، مثلا: «همهمة بريستول» في إنجلترا أو «همهمة تاوس» في نيو مكسيكو.
تشير بيانات من دراسة همهمة تاوس إلى أن حوالي اثنين بالمائة من السكان استطاعوا سماع همهمة تاوس، بالنسبة لهؤلاء الذين يستطيعون سماع الهمهمة فإنها يمكن أن تكون ظاهرة مزعجة للغاية، وبين هؤلاء الذين لا يستطيعون سماعها وبعض المتخصصين فقد كانت هناك شكوك حول ما إذا كانت موجودة.